# Muracciole
Pour les articles homonymes, voir Muracciole (homonymie).
Muracciole est une commune française située dans la circonscription départementale de la Haute-Corse et le territoire de la collectivité de Corse. Elle appartient à l'ancienne piève de Vivario.

## Géographie

### Localisation
Muracciole est une commune de montagne. Elle fait partie du canton de Venaco, et est adhérente au parc naturel régional de Corse (PNRC), dans son « territoire de vie » nommé Centru di Corsica (Centre Corse). Muracciole appartenait à la communauté de Vivario, entité incluse dans l'ancienne piève de Vivario et comprenant Gatti-di-Vivario, Muracciole et le village ruiné d'Arca.
Communes limitrophes

### Géologie et relief
La commune est située dans la partie septentrionale du massif du Monte Renoso, dans la Corse Hercynienne ancienne (ou Corse occidentale cristalline), à roches magmatiques, qui comprend les deux tiers de l'île à l'ouest d'une ligne Calvi-Solenzara. Formé de roches granitoïdes datés du Carbonifère-Permien, son socle est constitué par des roches volcaniques et plutoniques de chimie calco-alcaline datées entre -320 et -270 Ma., se caractérisant par des granodiorites et monzogranites recoupées par des granites leucocrates associés à des roches basiques (diorites et gabbros).
Son territoire est le bassin versant du ruisseau de Forcaticcio. Il s'étale en se rétrécissant vers le nord, depuis la ligne de crête au sud-sud-est qui le sépare de Ghisoni, entre la Punta Chiova (1 465 m) et la Punta Paglia (1 528 m) incluant la Punta Muro (1 565 m), culmen communal, jusqu'au lit du Vecchio en aval du Pont Eiffel. Il est délimité à l'ouest par le cours du ruisseau de Forcaticcio, depuis sa confluence avec le Vecchio (451 m d'altitude) jusqu'à la fontaine de Rosso d'où il porte le nom de ruisseau de Santa Maria, prolongé vers le sud par le lit d'un affluent sans nom qui a sa source à 940 m d'altitude au nord de la route D69. Au nord-nord-est, une ligne de crête sépare Muracciole de Noceta. Cette démarcation part du Vecchio où se situe le point le plus bas communal (379 m d'altitude), jusqu'à la Punta Paglia en passant par la Pointe d'Occhio Vario (866 m), Bocca Murella (824 m), Monti Picchiati (1 186 m) et les ruines du refuge d'Ajola (1 298 m).

### Hydrographie
Si l'on ne tient pas compte du Vecchio qui longe au nord le territoire de Muracciole sur environ 1,5 km, le ruisseau de Forcaticcio (ou de Santa Maria en amont) est le principal cours d'eau communal. Il prend naissance sur le flanc nord de la Punta Muro (1 565 m), « à cheval » sur Muracciole et Ghisoni, dans la forêt territoriale de Rospa-Sorba. C'est un affluent du Vecchio sous le nom de ruisseau de Forcaticcio qu'il prend dès son entrée sur Vivario. Il s'écoule à l'est et en contrebas du village. Son principal affluent est le ruisseau de Larice (rd).

### Climat et végétation
La commune est très boisée. Sur les flancs de la ligne de crête au nord de Ghisoni qui la séparant de Muracciole, Noceta, Rospigliani, Ghisoni et Pietroso, s'étale la remarquable forêt de Rospa-Sorba composée essentiellement de Pin laricio de Corse.
Outre cette forêt territoriale d'une superficie totale de 766 ha, Muracciole possède une forêt communale de pins larici de 239 ha, au sud de son territoire, en limite et à l'étage inférieur de la forêt territoriale. Elle partage également la forêt communale de Venaco de 126 ha au nord de la commune, avec Venaco et Vivario.
L'essence principale qui est le pin laricio de Corse. On trouve dans la partie basse un sous-étage de bruyère arborescente avec, en mélange, le pin maritime aux altitudes inférieures et sur les versants les mieux exposés. Le chêne vert occupe les secteurs rocheux et l'aulne glutineux se développe dans les zones humides.

### Voies de communication et transports

#### Accès routiers

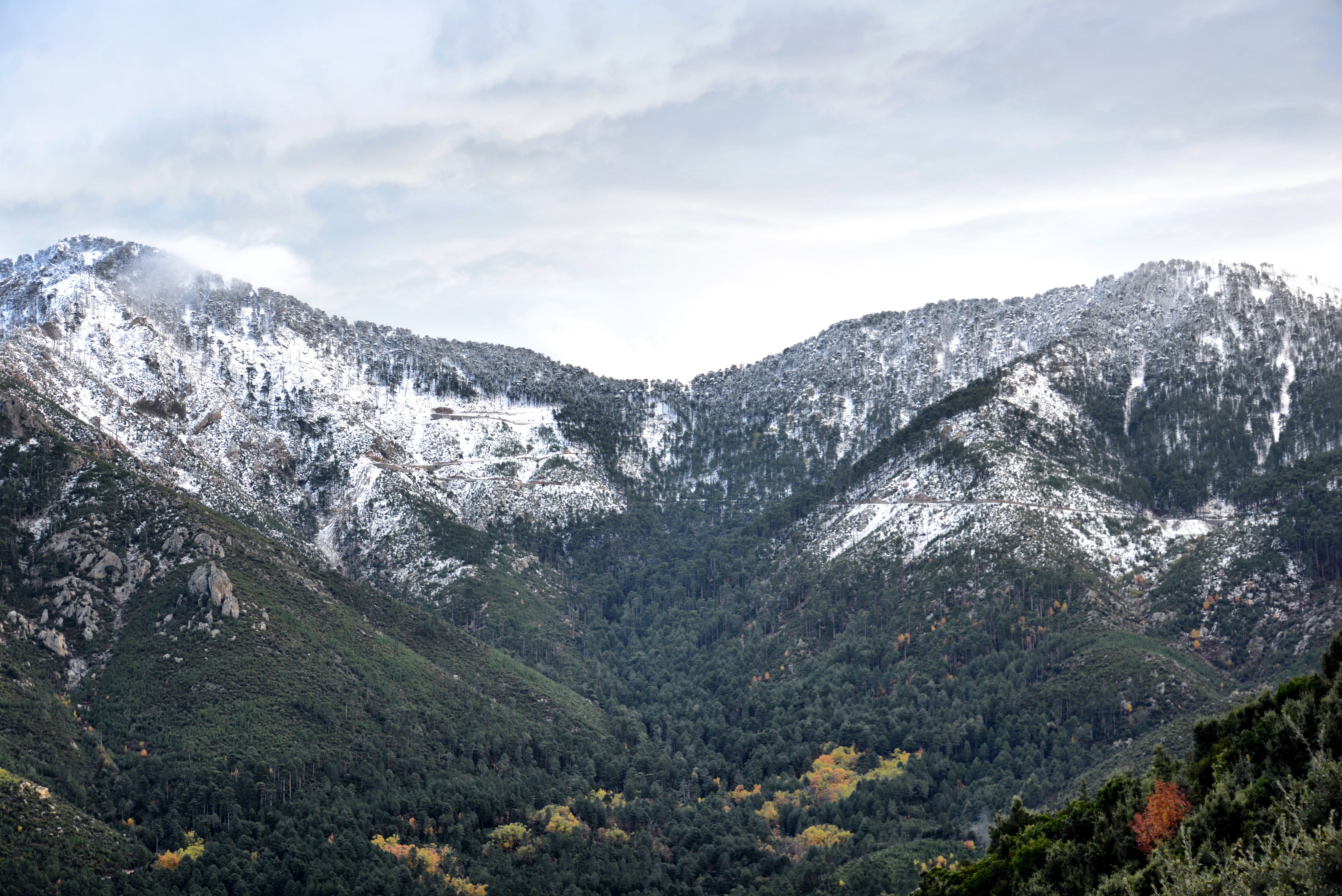
Col de Sorba, versant Muracciole.

Le village de Muracciole est desservi par une seule route, la D343 qui relie la RT 20 (ex-RN 193) depuis Vivario distant de 2 km seulement, à la RT 10 (ex-RN 198), (Domaine de Casabianda - Aléria).
Au sud et plus haut en direction du col de Vizzavona, au lieu-dit le Chalet, la route D69 emprunte son territoire pour relier Vivario/RN 193, à Sartène/RN 196, avec un itinéraire d'environ 115 km via le col de Sorba, Ghisoni, etc.
Il faut savoir que l'accès au col de Sorba (1 311 m) est quelquefois fermé en hiver, lors de chutes de neige importantes. Le trafic routier est surveillé à la jonction des routes N 193 et D 69 par une webcam mise en place par la Collectivité de Corse qui le nomme « Vivario - Parking du « Chalet ».

#### Transports
Ferroviaires
La ligne des Chemins de fer de Corse emprunte son territoire sur une courte distance, avec deux boucles permettant de grimper depuis le pont du Vecchio jusqu'au col de Vizzavona en passant par la gare de Vivario. Mais il n'y a aucun arrêt sur Muracciole. La gare la plus proche se situe à Vivario, la commune voisine. Existait l'ancien tunnel ferroviaire creusé entre la route D343 et la voie de chemin de fer actuelle à 500 m au sud-ouest du village. Jamais utilisé, le tunnel de Muracciole est repris à la Liste des sites Natura 2000 pour ses intérêts patrimoniaux et fonctionnels.
Aériens et maritimes
Le village est distant, par route, de :
- 58 km de l'aéroport d'Ajaccio-Napoléon-Bonaparte,
- 74 km de l'aéroport de Bastia Poretta,
- 58 km du port de commerce d'Ajaccio,
- 84 km du port de commerce de L'Île-Rousse,
- 92 km du port de commerce de Bastia,
- 100 km du port de commerce de Porto-Vecchio.

## Urbanisme

### Typologie
Muracciole est une commune rurale, car elle fait partie des communes peu ou très peu denses, au sens de la grille communale de densité de l'Insee,,,.
La commune est en outre hors attraction des villes,.

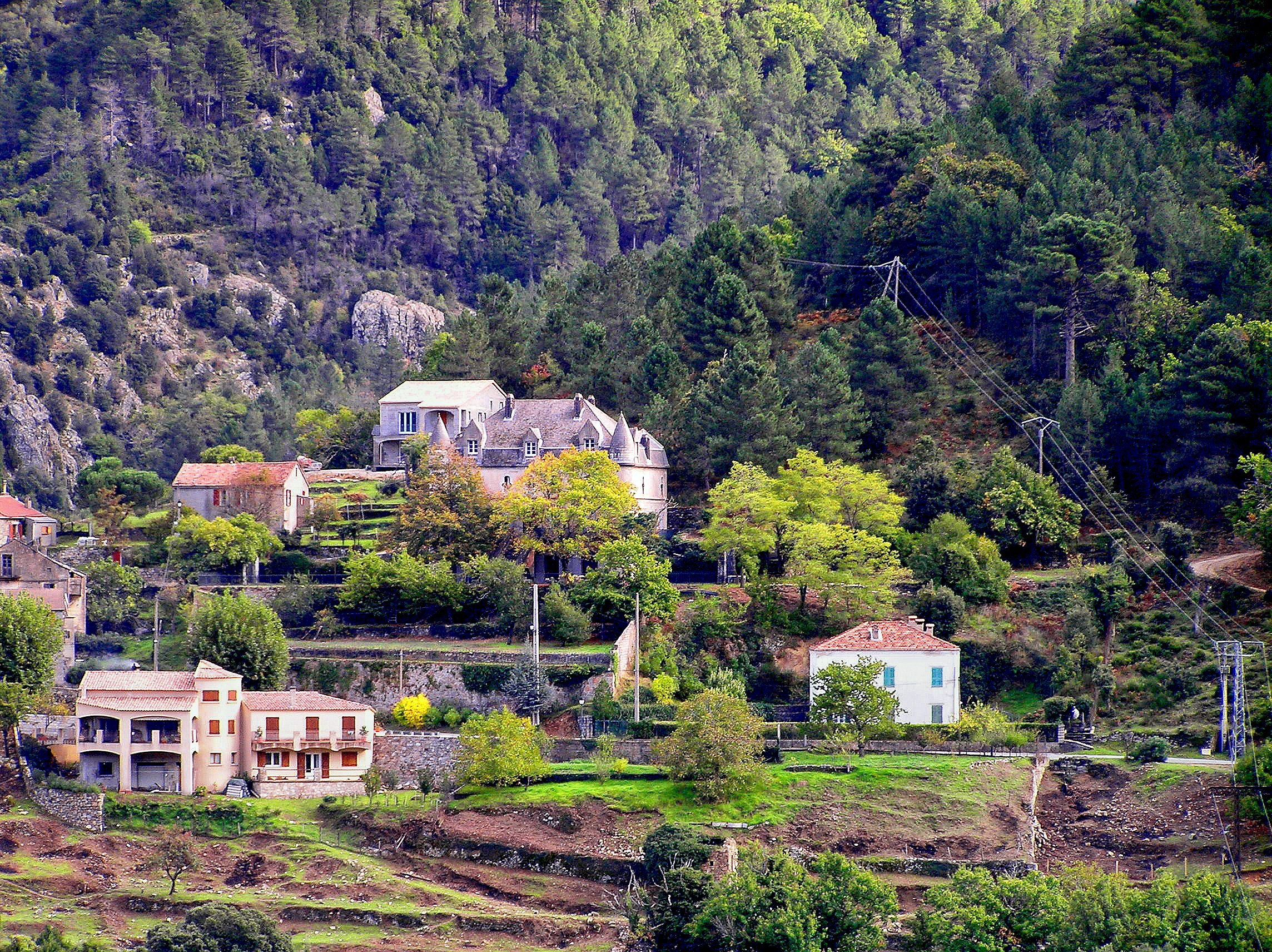
Château « Renaissance ».

### Occupation des sols
L'occupation des sols de la commune, telle qu'elle ressort de la base de données européenne d’occupation biophysique des sols Corine Land Cover (CLC), est marquée par l'importance des forêts et milieux semi-naturels (100 % en 2018), une proportion identique à celle de 1990 (100 %). La répartition détaillée en 2018 est la suivante : 
forêts (54,9 %), milieux à végétation arbustive et/ou herbacée (42,5 %), espaces ouverts, sans ou avec peu de végétation (2,6 %). L'évolution de l’occupation des sols de la commune et de ses infrastructures peut être observée sur les différentes représentations cartographiques du territoire : la carte de Cassini (XVIIIe siècle), la carte d'état-major (1820-1866) et les cartes ou photos aériennes de l'IGN pour la période actuelle (1950 à aujourd'hui).

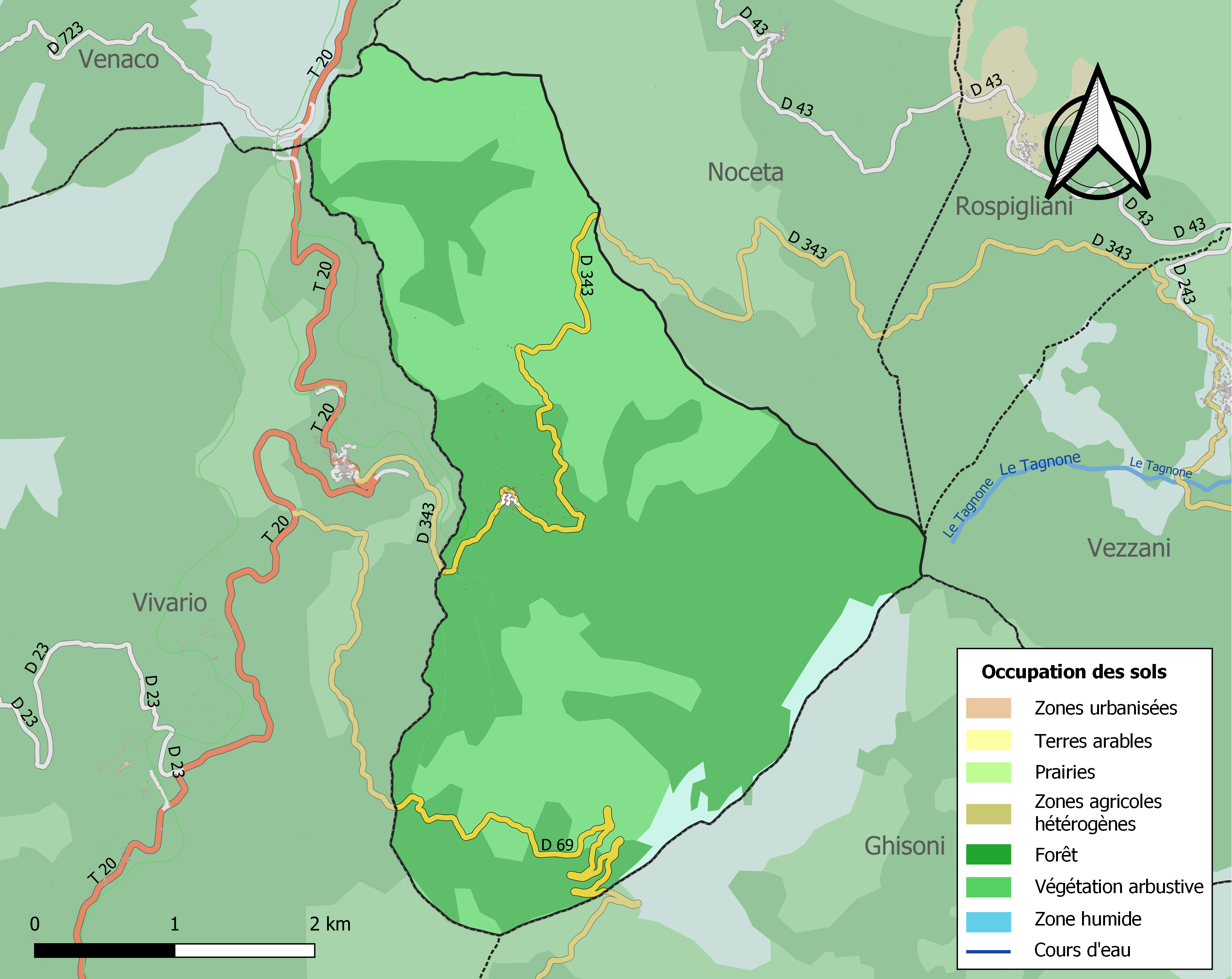
Carte des infrastructures et de l'occupation des sols de la commune en 2018 (CLC).

### Muracciole
Le village de Muracciole se situe en bas de la forêt territoriale de Rospa-Sorba, une partie à flanc de montagne et l'autre nichée avec son château et son cimetière au creux d'un petit vallon. Les habitations sont regroupées autour de l'église paroissiale.
Le petit village se distingue par son château dont le style surprend dans le paysage rural corse. Il s'agit en réalité d'une « maison d'Américain » (comme on les appelle couramment dans le Cap Corse) d'allure élégante, dont la construction fut commanditée par un enfant du village, Ange Muracciole, à son retour d'Amérique. Issu d'une famille modeste de Muracciole, cet esprit brillant, entreprenant et courageux, s'embarqua pour tenter sa chance sur le continent américain. Devenu propriétaire de la mine d'Argentière, il participa aux travaux de création du canal de Panama et revint en France fortune faite. C'est de son séjour outre-mer qu'il donna l'ordre à des artisans, dans la seconde moitié du XIXe siècle, de construire cette demeure qui deviendra sa résidence secondaire. De retour en France, élu sénateur, il fit appel à Daget, célèbre architecte d'intérieur parisien qui réalisa les aménagements du palais du Luxembourg pour décorer sa demeure. Il épousa Rose Casanelli d'Istria dont il eut deux enfants morts en bas âge. Marie Casanelli d'Istria - Luisi, la sœur de Rose, puis le fils de cette dernière, Jean François Luisi, héritèrent de la demeure qui est encore aujourd'hui propriété de la famille Luisi.
Depuis le village, la vue est grande sur le Monte Cardo (2 453 m), jusqu'à l'ancienne carrière de marbre sur son flanc oriental, et sur la vallée du Vecchio.

### Arca
Pour les articles homonymes, voir arca.
Arca est un ancien hameau au nord du village. Il a été abandonné après la Première Guerre mondiale. S'y trouve la chapelle Santa-Maria-d'Arca du Xe siècle, classée. Aujourd'hui un éleveur fromager s'y est installé. Sa remarquable production a été plusieurs fois primée.
Au XVIIIe siècle le village faisait partie de la communauté de Vivario qui comptait alors les lieux habités suivants : Vivariu, E Muracciole, Arca, Gatti et Giumellaccia.
Une passerelle, pont étroit à bandeau de voûte bloqué, enjambant le ruisseau de Santa Maria permettait de relier Arca à Muracciole. Elle est sur le sentier partant de l'église paroissiale de l'Assomption et rejoignant le sentier Mare a mare Nord Variante peu avant la chapelle Santa-Maria-d'Arca ou le village abandonné.

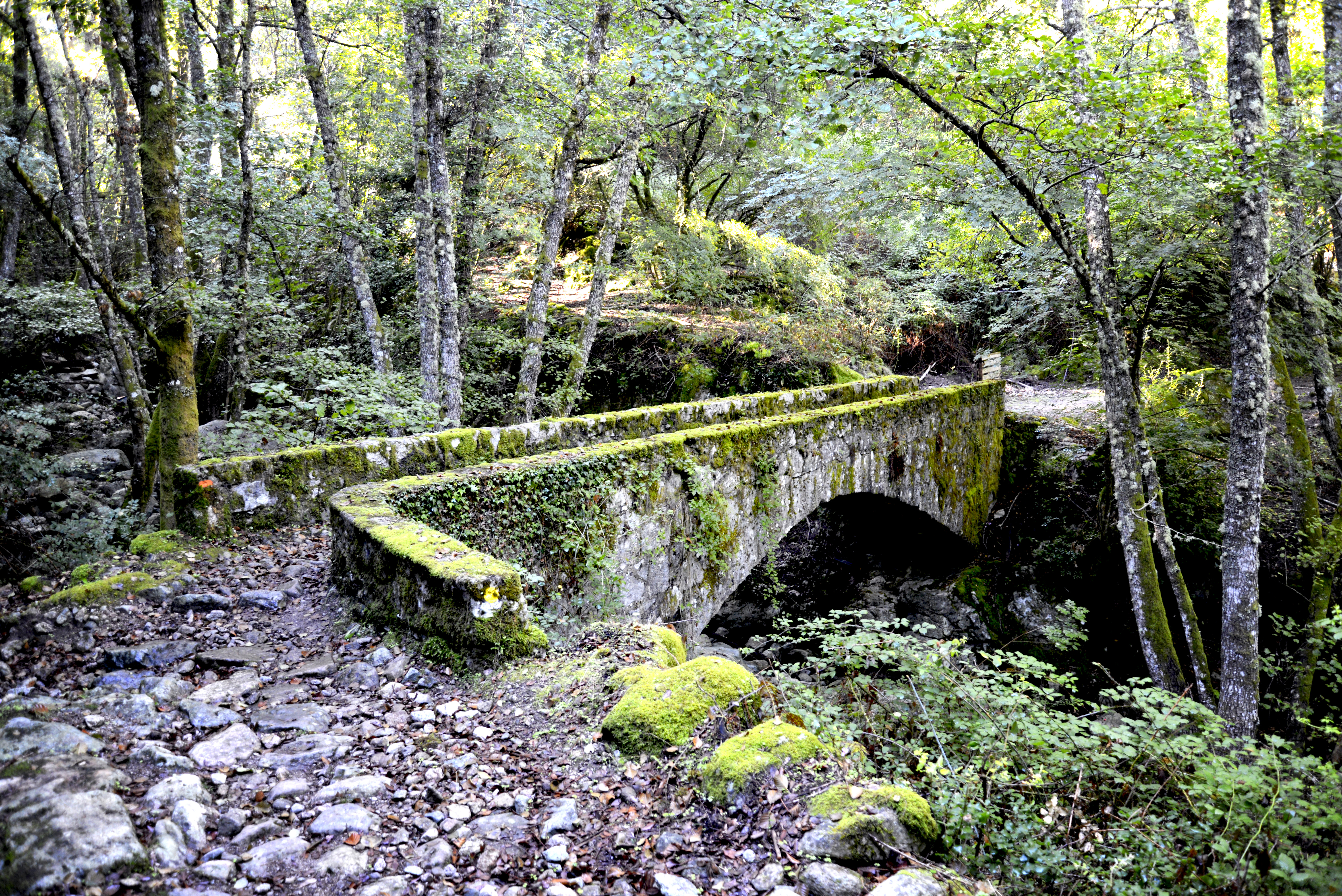
Pont de Santa Maria d'Arca.
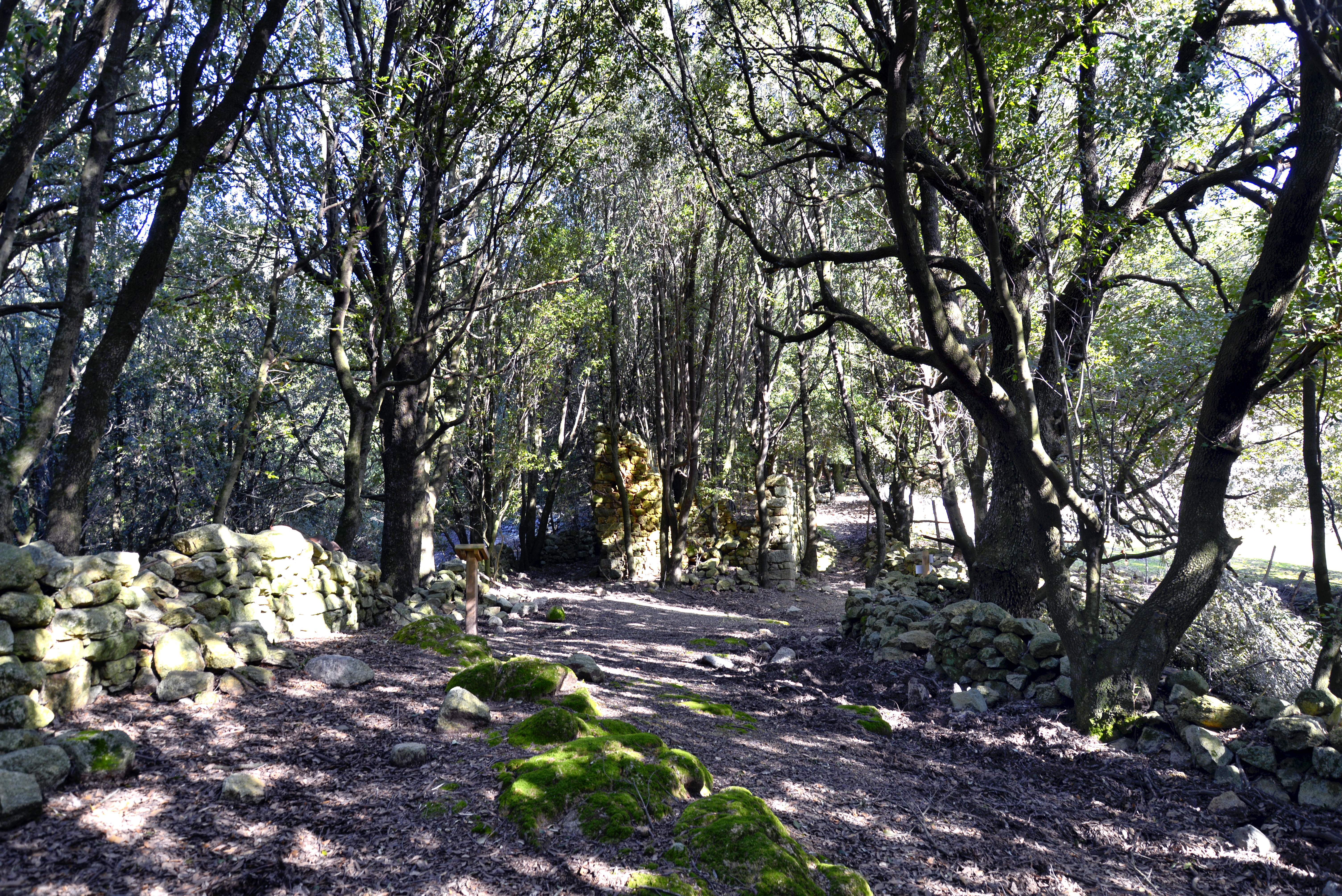
Ruines d'Arca.
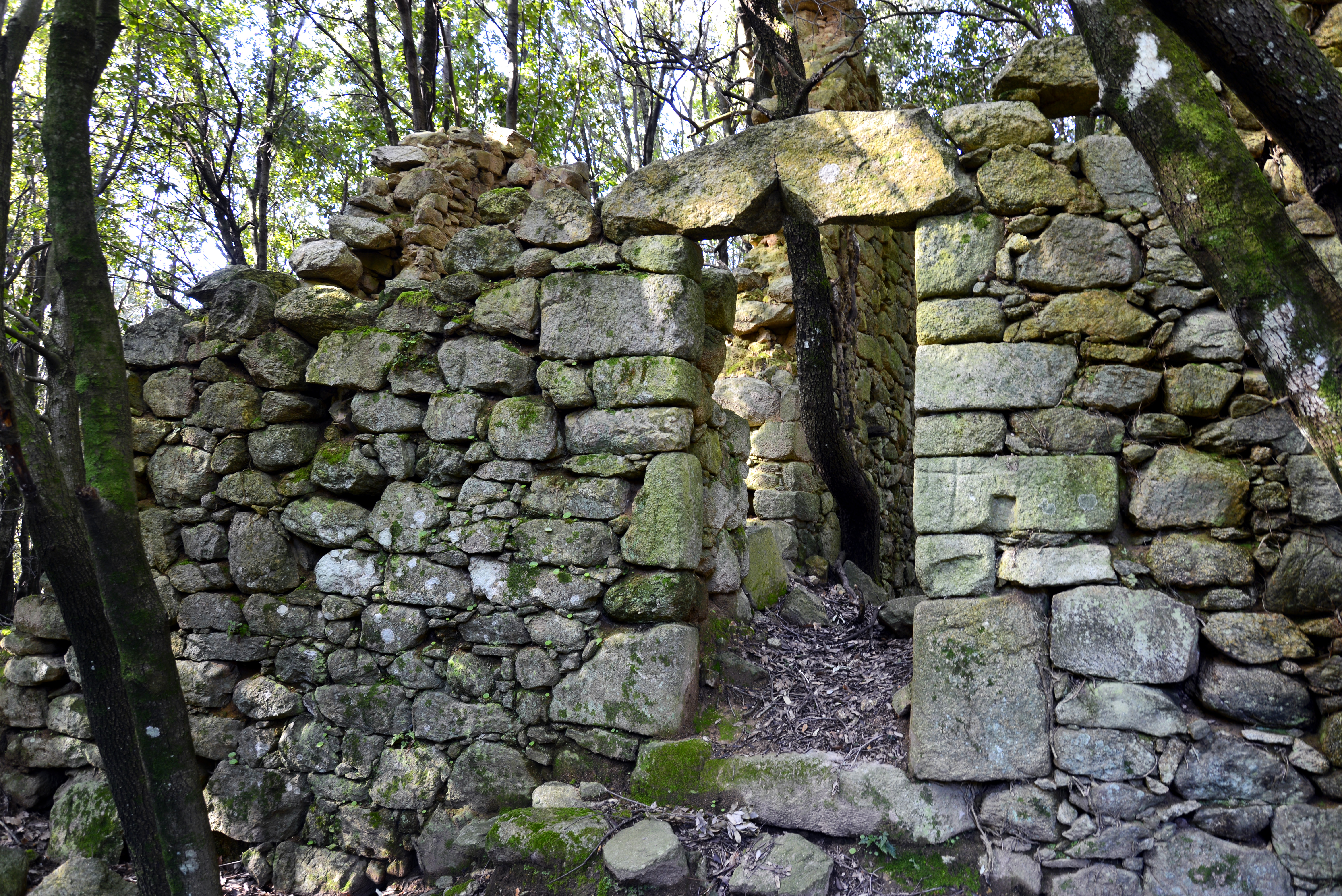
Entrée de maison ruinée.
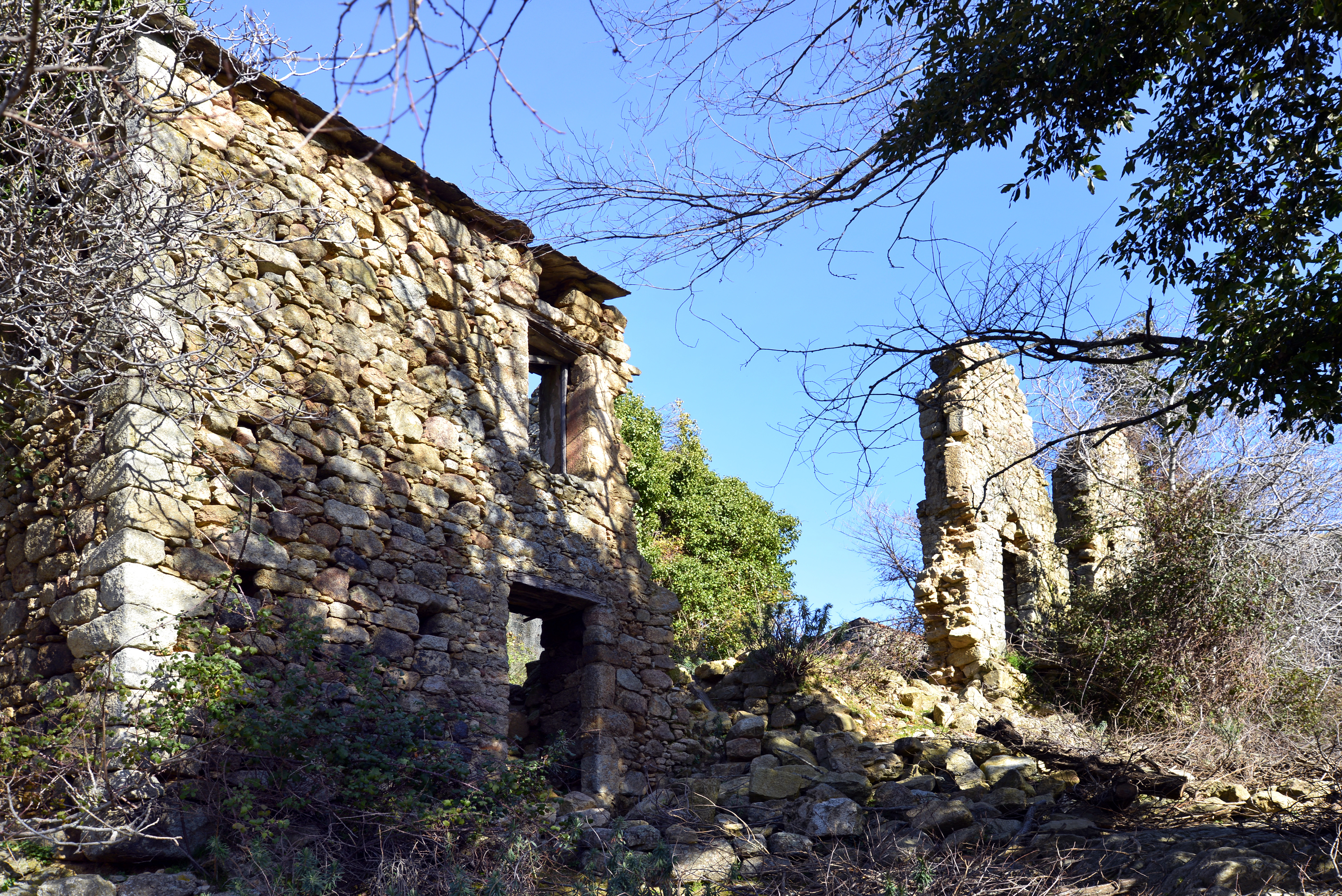
Maison en ruines
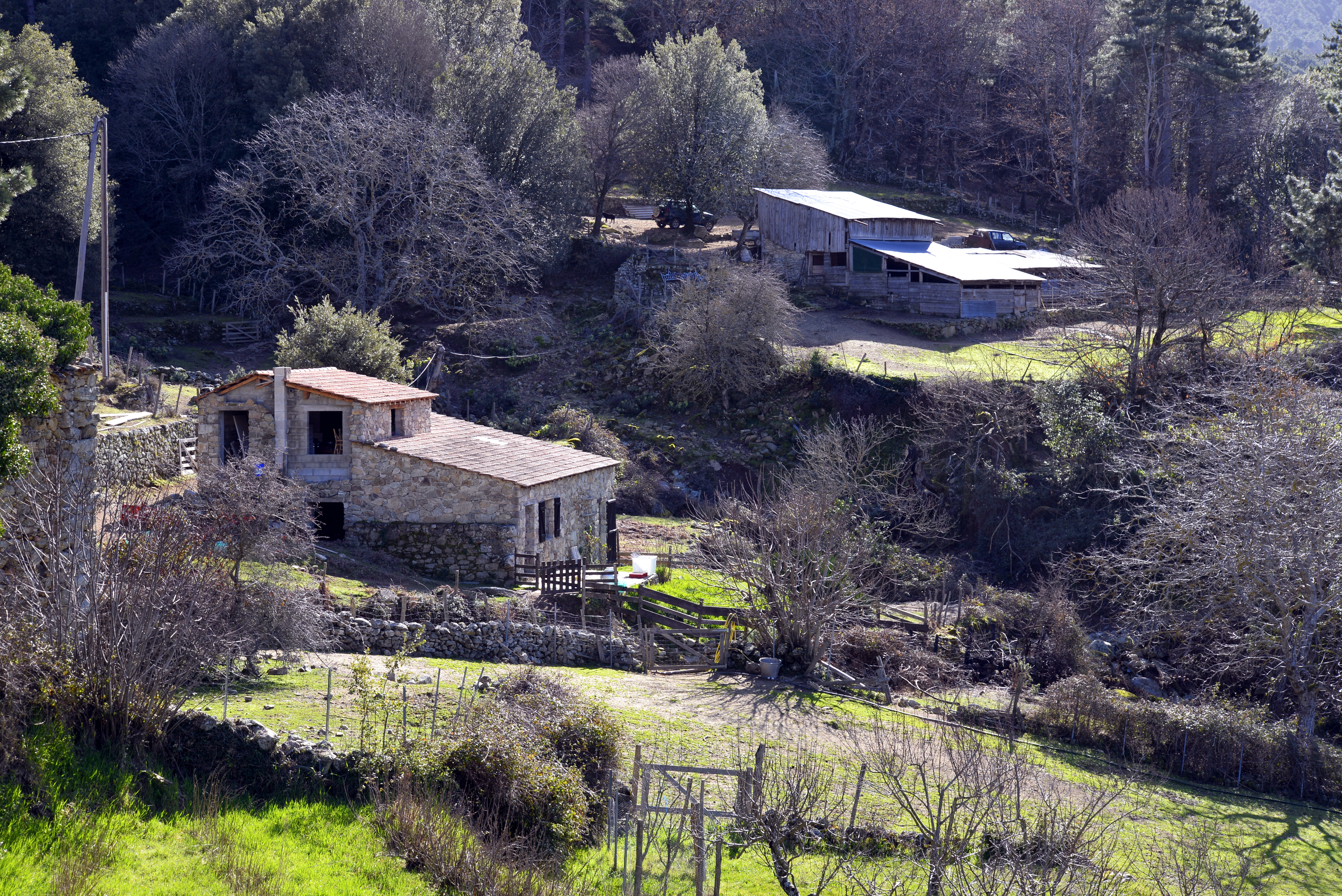
Bergerie d'Arca.

## Toponymie
Le nom en corse de la commune est I Muraccioli [i murattʃoːli], vraisemblablement issu du corse muru « mur » dont des dérivés composés sont : muracciu, muraghjolu, ou encore muricciolu. Les habitants de Muracciole sont les Muracciaschi.

## Histoire

### Moyen Âge
Au XVIe siècle, vers 1520, la pieve de Rogna comptait environ 4 250 habitants. Les lieux habités avaient pour nom : Vivario (li Gati, le Murachiole, Arche), Herbajolo, la Valle di Sera, la Fosigia, la Lamella, Altiani, lo Petragio, lo Pè di la Corte, lo Lunello, Porra, lo Piano Buono, la Petra Serena, Santa Maria de Talsini, Corte, Omessa, Santa Lutia, Tralunca, lo Soarello, Castirla. Rogna relevait du diocèse d'Aléria.

### Temps modernes

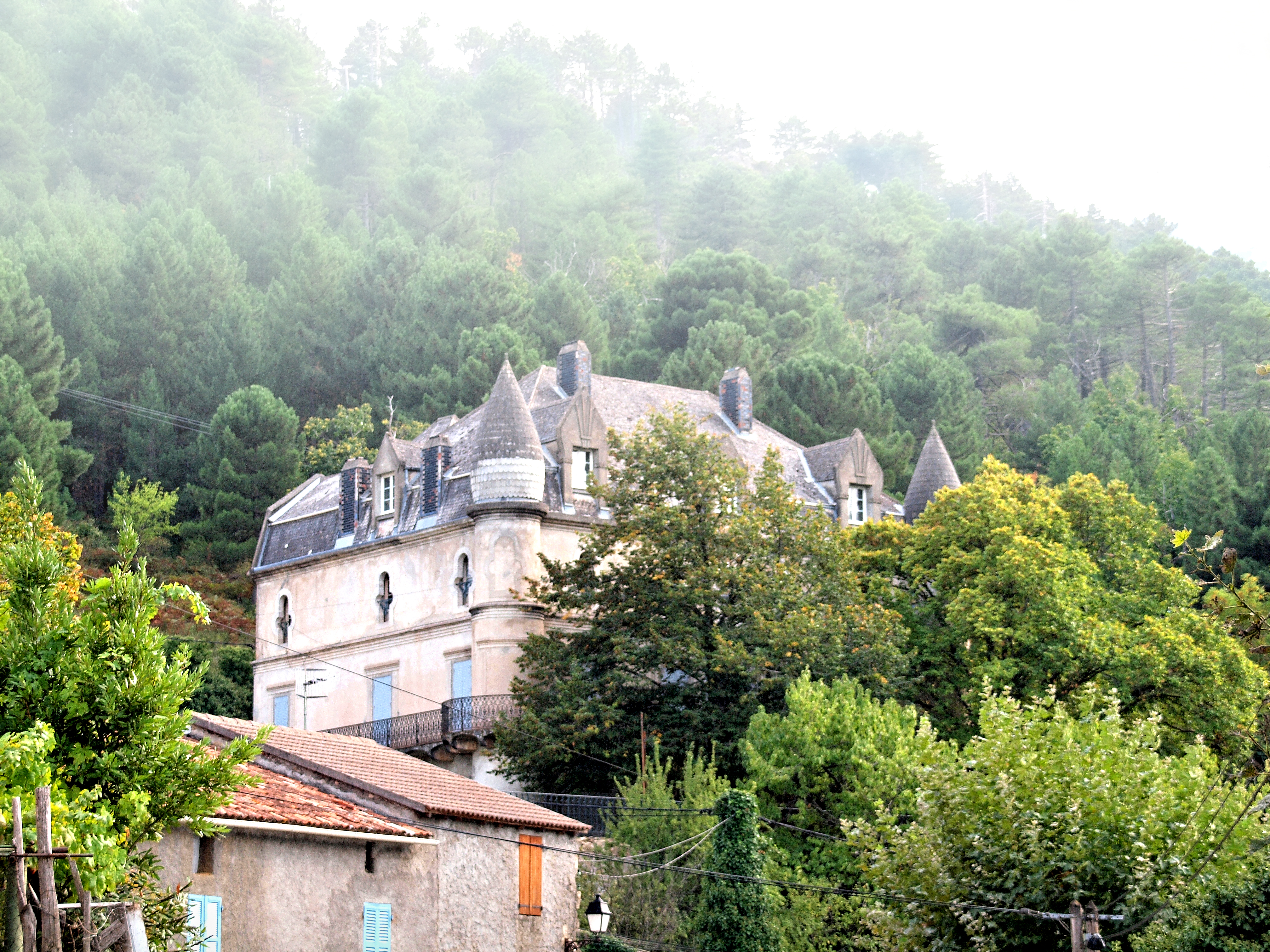
Le château « Renaissance ».

- 1768 - L'île passe sous administration militaire française. la pieve de Rogna est divisée. Muracciole reste dans la pieve du Tavignano.
- 1789 - La Corse appartient au royaume de France. Survient la Révolution française qui supprime les juridictions royales. La Constituante divise la France en 83 départements.
- 1790 - Le département de Corse est créé avec Bastia pour préfecture.
- 1791 - Corte devient chef-lieu du département ; le siège de l’évêché est fixé à Ajaccio.
- 1793 - An II. la Convention divise l'île en deux départements : El Golo (l'actuelle Haute-Corse) et Liamone (l'actuelle Corse-du-Sud) sont créés. La commune qui porte le nom de Muracciole, dans le canton du Tavignano, se retrouve dans le canton du Vecchio, le district de Corte, dans le département d'El Golo.
- 1801 - Sous le Consulat[Note 2], au Bulletin des Lois, la commune de Muracciole passe dans l'arrondissement de Corte, dans le département d'El Golo.
- 1811 - Les départements d'El Golo et du Liamone sont fusionnés pour former le département de Corse[14].
- 1824, les communes de Tallone, Zuani, Vivario et Muracciole cèdent des terrains pour la création de la commune d'Aleria[13].
- 1828 - Muracciole passe dans le canton de Venaco[14].

### Époque contemporaine

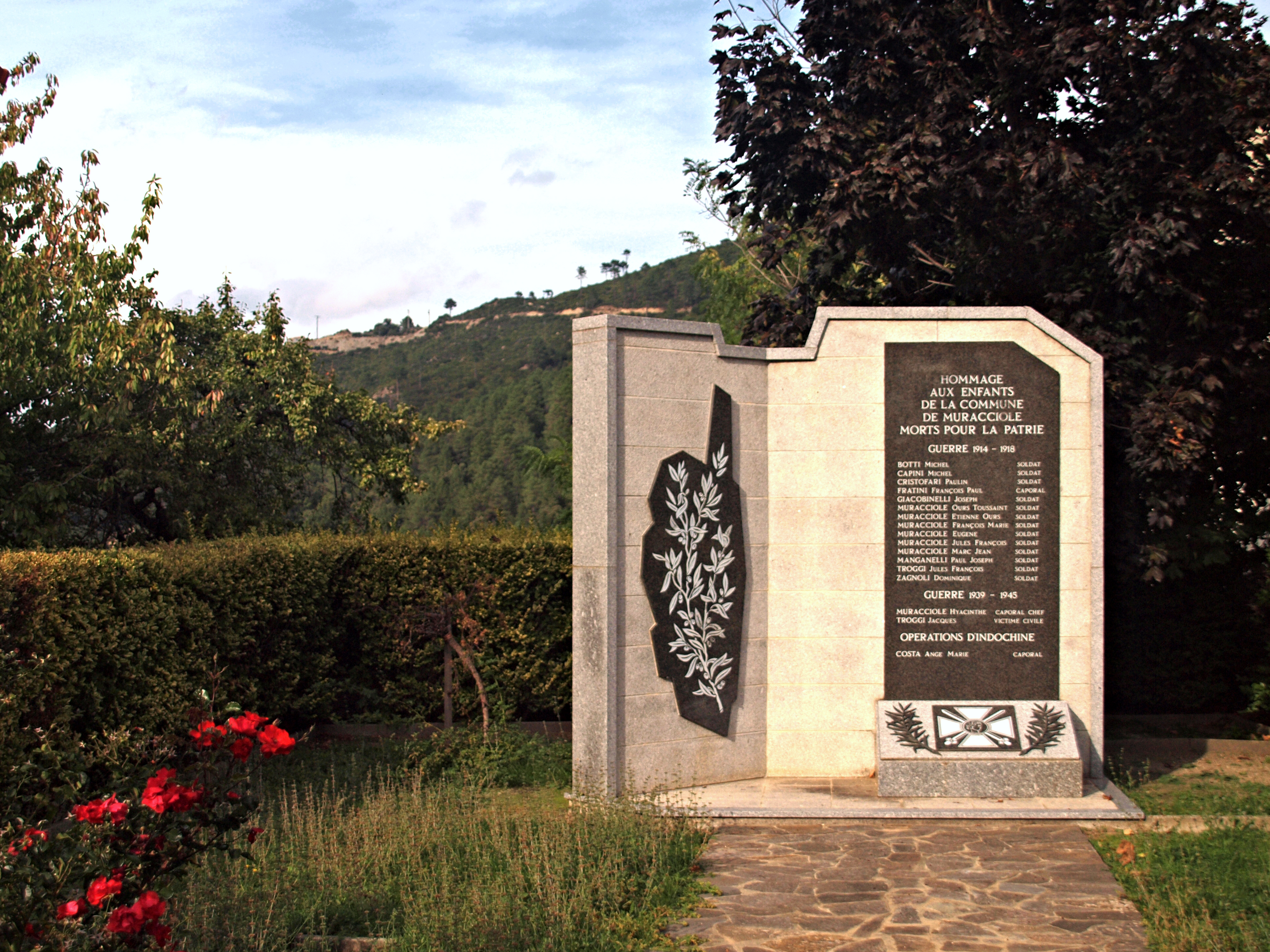
Monument aux morts.

- 1954 - Muracciole avec les communes de Casanova, Poggio-di-Venaco, Riventosa, Santo-Pietro-di-Venaco, Venaco et Vivario, composent le canton de Venaco. Muracciole comptait alors 117 habitants.
- 1975 - Le département de Corse est divisé en deux départements. Muracciole se retrouve dans celui de Haute-Corse.

#### Histoire du village auXXesiècle
« Muracciole est dans un parc naturel merveilleux, j'y ai vécu mon enfance, il y avait beaucoup de familles nombreuses. L'été, les pinzutti arrivaient avec leurs belles toilettes et le village était très animé. Mon grand Oncle, Martinu Appinzapalu, écrivain et poète corse, a beaucoup écrit dans ce village. Il faisait des photos, les jeunes jouaient des pièces de théâtre, il projetait du cinéma muet, et ses clients étaient réunis sur la placette. C'est mon frère Toussaint qui annonçait les séances en se promenant avec la clochette de l'église. Nous avions une école, avec Mlle Scambaroni. J'adorais les soirs d'hiver quand nous étions devant la cheminée à faire griller le figatellu, la pulenda et les frappes... Bien sûr souvent notre Oncle animait la soirée avec des contes à vous faire dresser les cheveux sur la tête ; c'est ce qui a développé mon imaginaire. L'été est toujours très animé avec nos descendants et le café de Rose pour les parties de cartes. Muracciole ne fait pas partie des sites à visiter sur les dépliants touristiques et c'est tant mieux ! - Marinette Mattei et ses 80 ans ».

## Politique et administration

### Liste des maires
| Période                                  | Période  | Identité          | Étiquette | Qualité |
| ---------------------------------------- | -------- | ----------------- | --------- | ------- |
| mars 2001                                | 2014     | Chantal Albertini | .         | .       |
| mars 2014                                | En cours | Chantal Peraldi   | DVG       |         |
| Les données manquantes sont à compléter. |          |                   |           |         |

## Économie

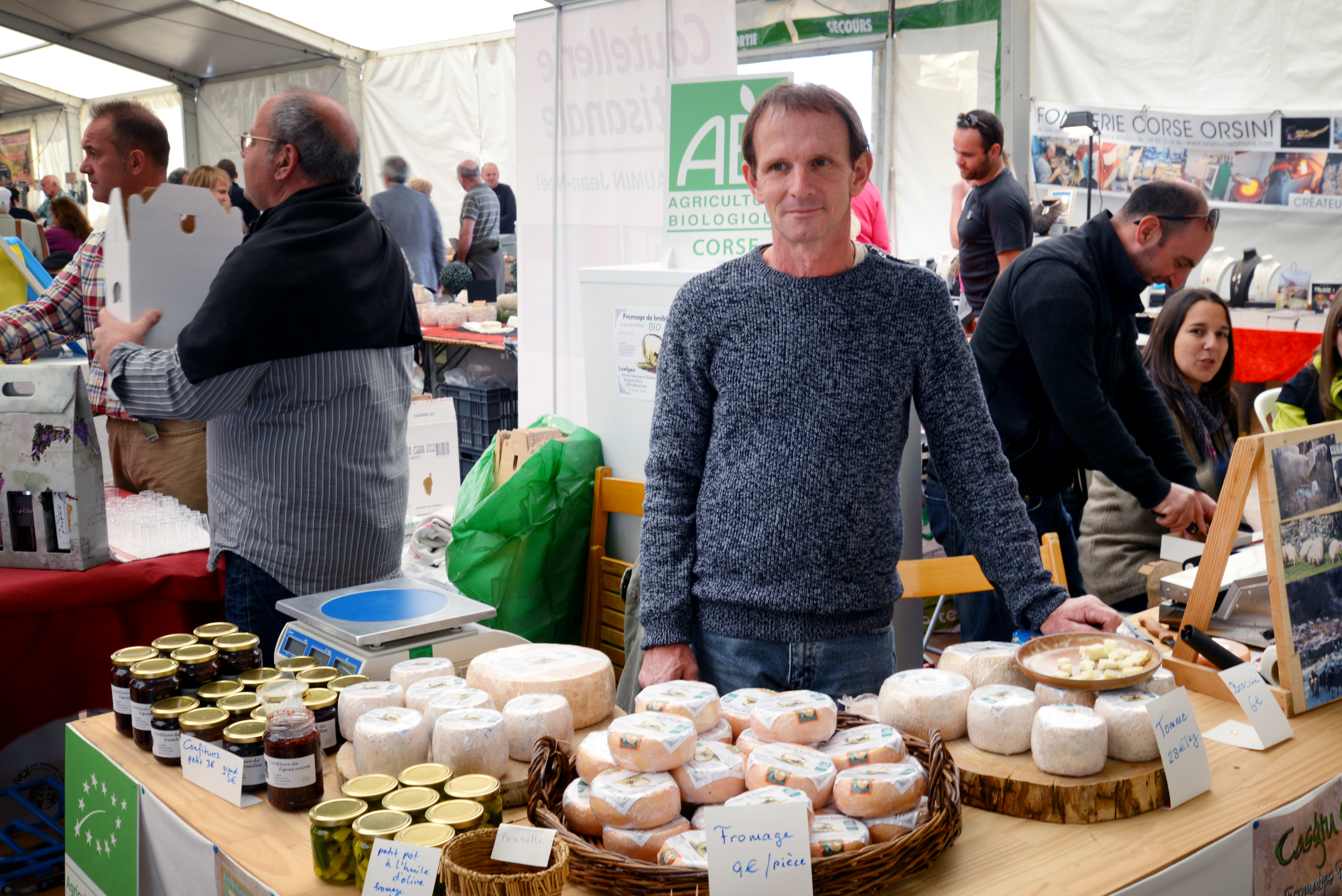
Stand Loefgen à la foire du fromage de Venaco 2014.

L'élevage, principalement ovin tient une place économique importante dans cette petite commune. À Arca se trouve la bergerie d'un Allemand devenu berger corse qui y fabrique et commerce ses produits. Ce producteur qui figure sur le dépliant Route des Sens authentiques de l'Office du développement agricole et rural de Corse (ODARC), a été plusieurs fois primé à la foire du Fromage de Venaco.

## Population et société

### Démographie
L'évolution du nombre d'habitants est connue à travers les recensements de la population effectués dans la commune depuis 1800. Pour les communes de moins de 10 000 habitants, une enquête de recensement portant sur toute la population est réalisée tous les cinq ans, les populations de référence des années intermédiaires étant quant à elles estimées par interpolation ou extrapolation. Pour la commune, le premier recensement exhaustif entrant dans le cadre du nouveau dispositif a été réalisé en 2004.

En 2022, la commune comptait 34 habitants, en évolution de −2,86 % par rapport à 2016 (Haute-Corse : +5,15 %, France hors Mayotte : +2,11 %).
| 1800 | 1806 | 1821 | 1831 | 1836 | 1841 | 1846 | 1851 | 1856 |
| ---- | ---- | ---- | ---- | ---- | ---- | ---- | ---- | ---- |
| 326  | 353  | 357  | 330  | 358  | 342  | 351  | 360  | 304  |

| 1861 | 1866 | 1872 | 1876 | 1881 | 1886 | 1891 | 1896 | 1901 |
| ---- | ---- | ---- | ---- | ---- | ---- | ---- | ---- | ---- |
| 350  | 360  | 330  | 281  | 206  | 434  | 327  | 229  | 248  |

| 1906 | 1911 | 1921 | 1926 | 1931 | 1936 | 1946 | 1954 | 1962 |
| ---- | ---- | ---- | ---- | ---- | ---- | ---- | ---- | ---- |
| 212  | 200  | 200  | 300  | 184  | 203  | 201  | 117  | 118  |

| 1968 | 1975 | 1982 | 1990 | 1999 | 2004 | 2006 | 2009 | 2014 |
| ---- | ---- | ---- | ---- | ---- | ---- | ---- | ---- | ---- |
| 96   | 87   | 71   | 40   | 38   | 50   | 43   | 48   | 38   |

| 2019 | 2022 | - | - | - | - | - | - | - |
| ---- | ---- | - | - | - | - | - | - | - |
| 34   | 34   | - | - | - | - | - | - | - |

### Enseignement
Commune très peu peuplée, Muracciole ne dispose d'aucun établissement scolaire. La plus proche école élémentaire publique se situe à Vivario, commune voisine distante de deux kilomètres.
À 22 km se trouve la ville de Corte qui dispose de tous les établissements d'enseignements secondaire et supérieur : collège et lycée Pascal Paoli, et l'Université de Corse-Pascal-Paoli.

### Santé
Les médecins les plus proches sont établis à Vezzani (11 km) et à Venaco (12 km). La plus proche pharmacie est à Venaco (12 km). Une infirmière se trouve à Vivario.
Le village de Muracciole est distant de 22 km du centre hospitalier intercommunal Corte-Tattone à Corte. Tattone dispose de 80 lits et d'une maison d'accueil spécialisée.

### Culte
Il n'y a qu'un seul lieu de culte, catholique, à Muracciole. La paroisse (église de l'Assomption) relève du diocèse d'Ajaccio.

### Sports

#### Randonnées

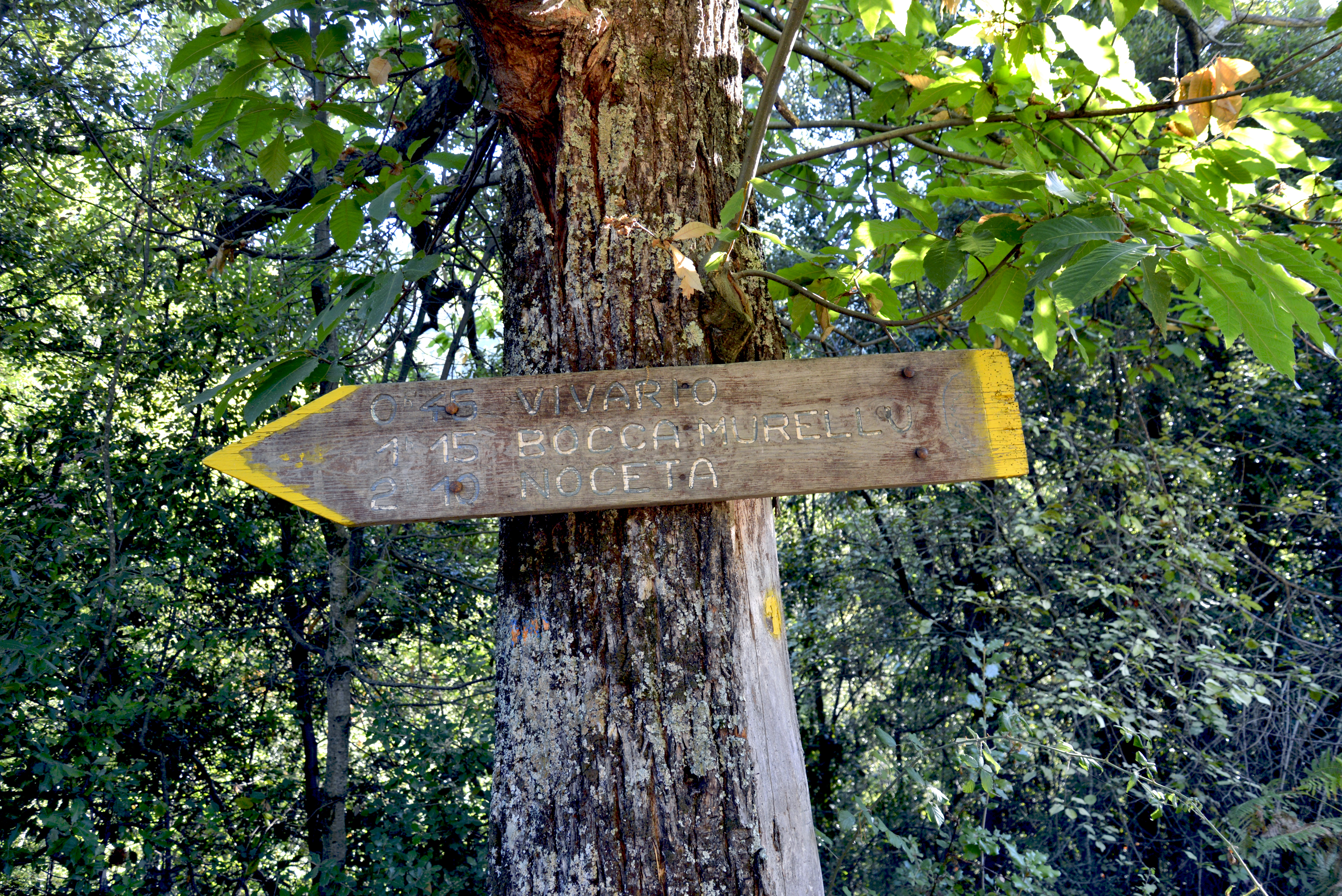
Sentier Mare a Mare à Arca.

- Le GR « Mare a Mare Nord variante ». Ce sentier qui relie Sermano à Marignana, permet de rejoindre le GR 20 à la passerelle de Tolla (altitude 942 m - Vivario). Il emprunte le territoire communal entre la fontaine de Rosso (Vivario) et bocca Murella (824 m) en visitant Arca village abandonné et son église Santa-Maria-d'Arca classée.

## Culture locale et patrimoine

### Lieux et monuments

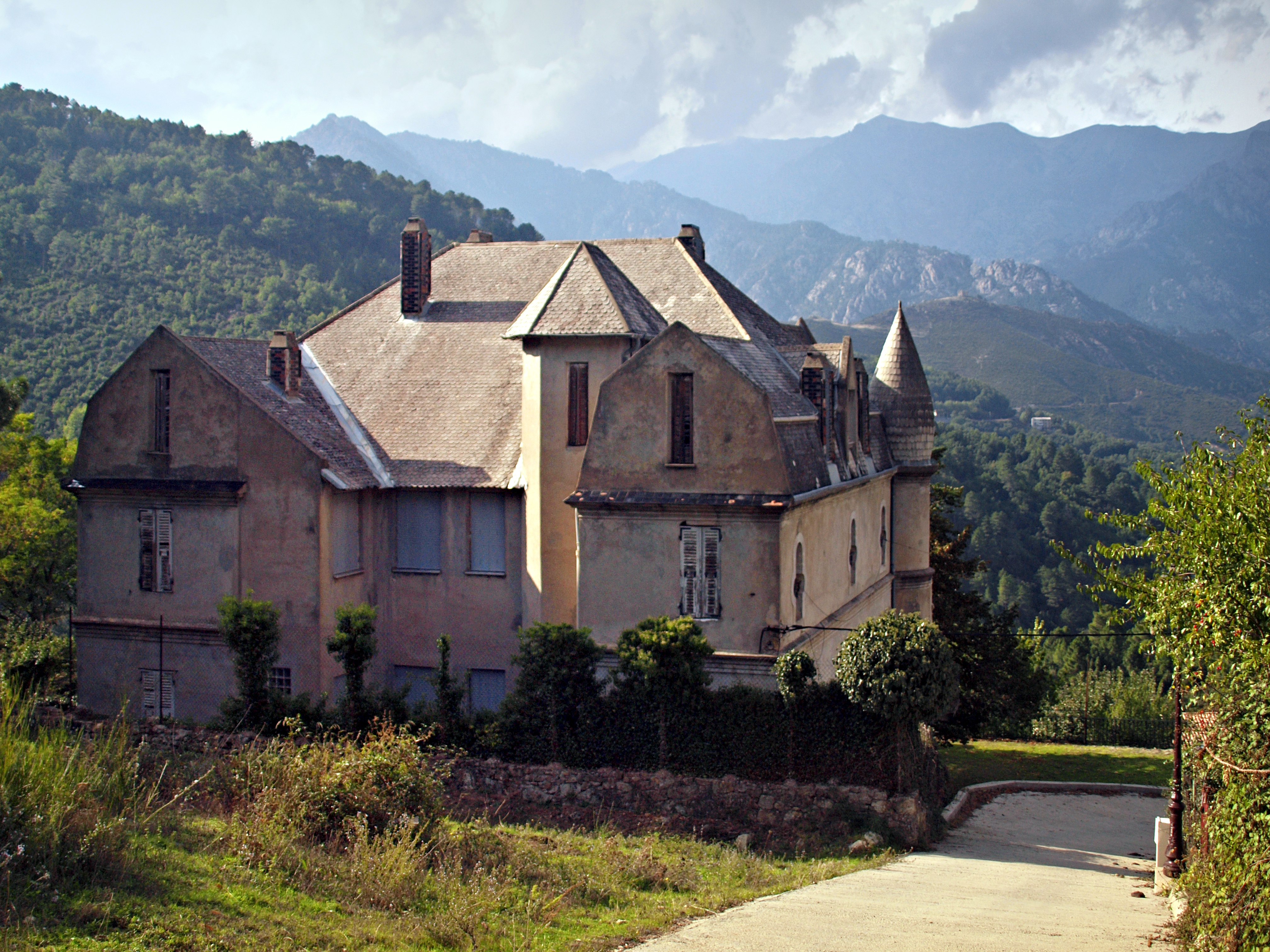
Château de Muracciole.

- Le monument aux morts.

#### Château de Muracciole
Le château « Renaissance » de Muracciole a été bâti vers la fin du XIXe siècle avec les mêmes matériaux que ceux utilisés pour les Tuileries. Il est une propriété privée. Le portail d'entrée à 2 vantaux en fer forgé ouvragé porte les initiales A.M. du propriétaire Ange Muracciole, ancien sénateur de Corse, qui l'a fait construire à son retour du Panama où il avait fait fortune avec le canal. Son jardin est ceint d'une clôture en fer forgé.
On l'aperçoit au détour d'un virage de la D 343, depuis Vivario.
Il figure à l'inventaire préliminaire du patrimoine de la Corse (bâti) sur la base de territoires pertinents (microrégions de la Corse).

### Patrimoine religieux

#### Chapelle Santa-Maria-d'Arca

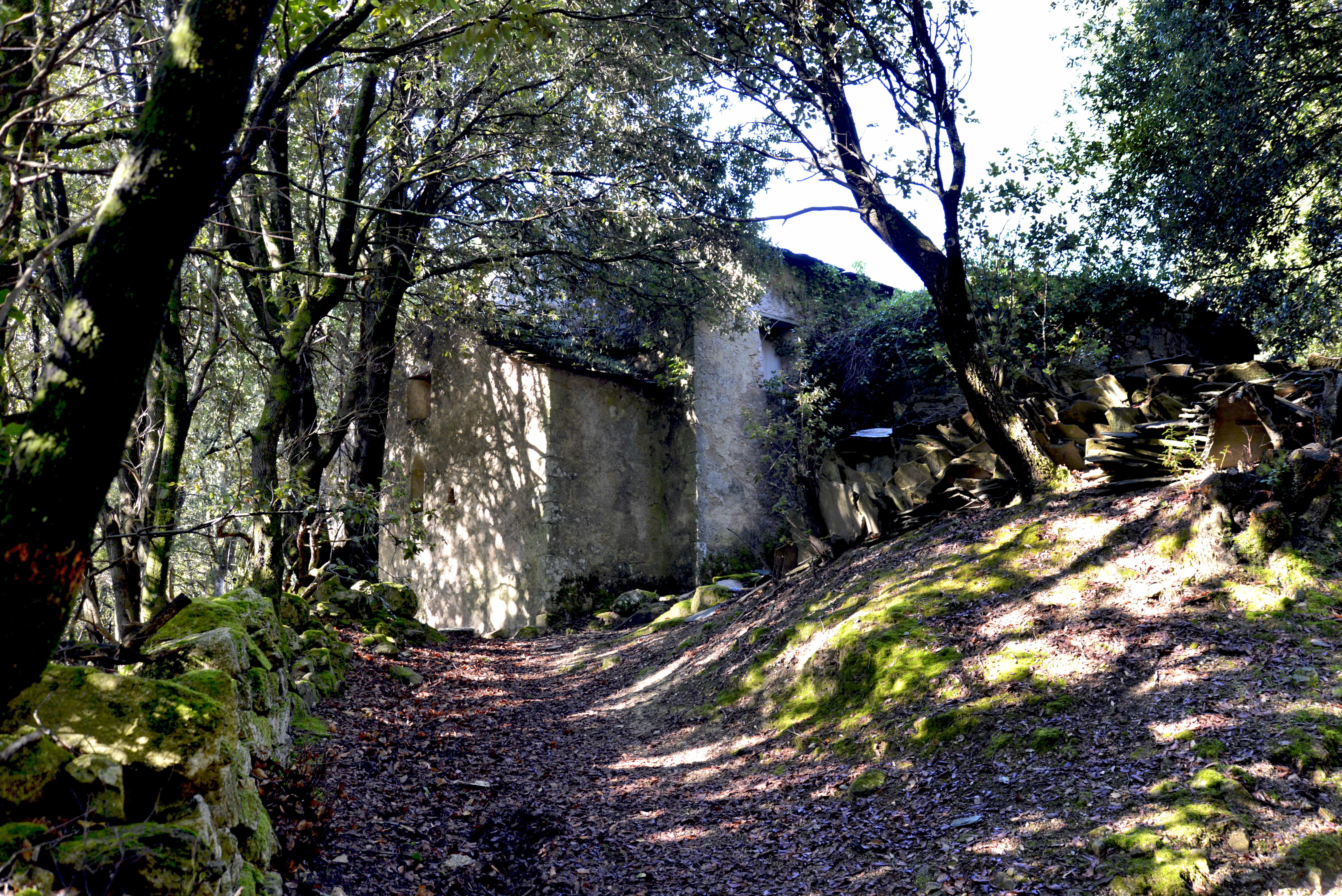
Santa Maria d'Arca.

La chapelle Santa-Maria-d'Arca est une chapelle préromane des Xe et XVe siècles. Elle appartient au groupe des églises les plus anciennes de Corse. Elle se situe à l'ancien hameau d'Arca au nord et en dessous du village, à 570 m d'altitude, sur le chemin de grande randonnée « Mare a Mare Nord variante ». L'ancienne église et le hameau ont été abandonnés au lendemain de la Première Guerre mondiale. Son chœur est orné de peintures à fresques du XVe siècle.
Elle est la propriété de la commune. La chapelle est classée Monument historique par arrêté du 16 octobre 1992.

#### Église paroissiale de l'Assomption

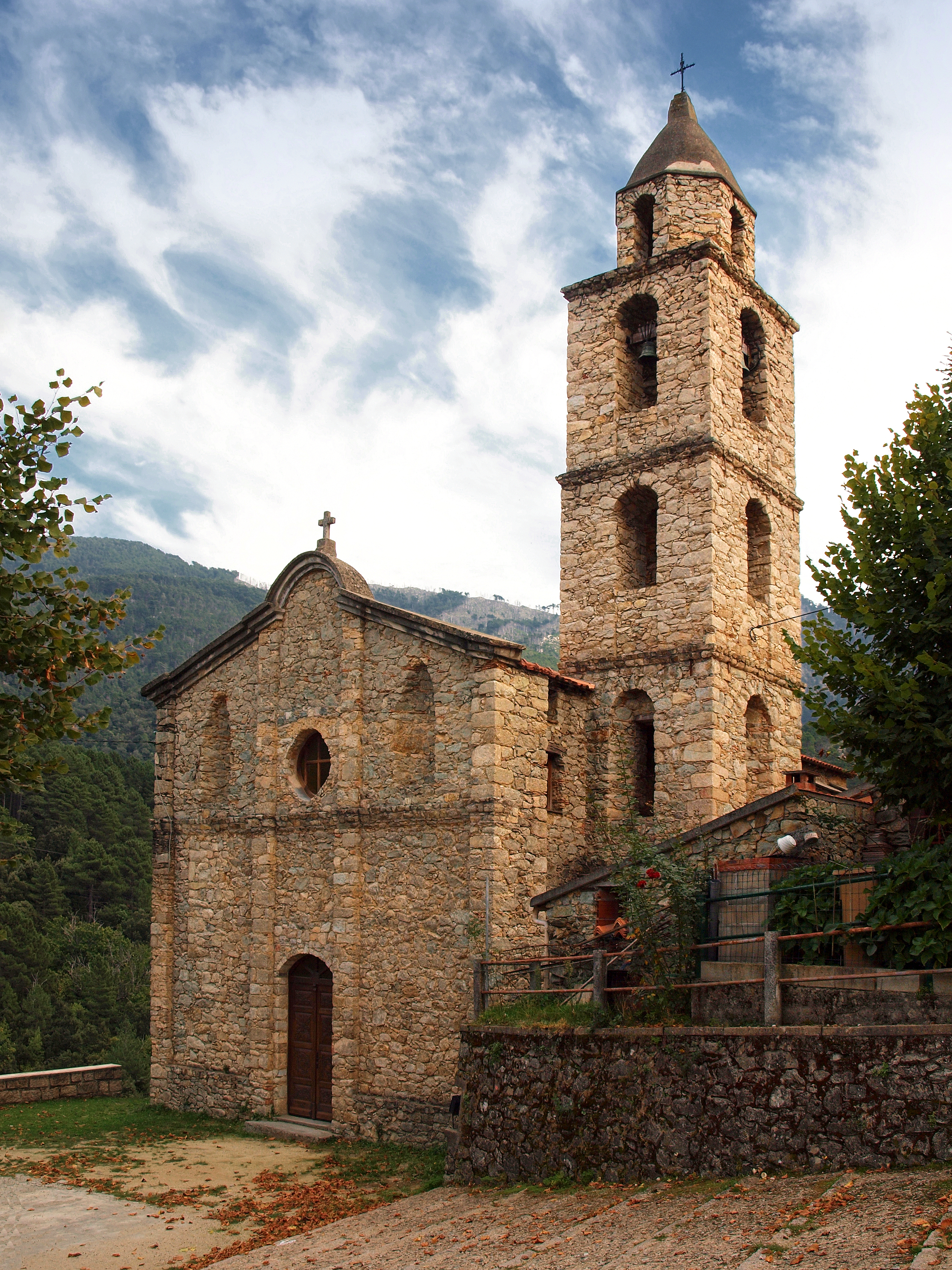
Église de l'Assomption.

L'église paroissiale de l'Assomption du XVIIe siècle, toute en pierre de granite taillée, a été remaniée. L'édifice doté d'un clocher de quatre niveaux accolé au chœur, l'ensemble est non crépi, est surmonté d'une petite coupole octogonale.
Elle renferme deux tableaux, propriétés de la commune, classés Monuments historiques par arrêté du 9 février 1995 :
- tableau La Vierge à l'Enfant avec saint Dominique, saint Antoine de Padoue et Dieu le Père se présentant sous la forme d'un panneau peint constitué d'un polyptyque de 6 panneaux daté de 1642[21].
- tableau L'Assomption de la Vierge avec saint Roch et saint Paul, daté du 4e quart du XVIIIe siècle[22].

### Patrimoine naturel

#### Arrêté préfectoral de Biotope
Il s'agit de l'ancien tunnel ferroviaire de Muracciole, d'une superficie officielle de 2 ha. L'ancien tunnel ferroviaire de Muracciole est repris à la Liste des sites Natura 2000. D'origine artificielle mais délaissé par l'homme, il est devenu une cavité à chauves-souris. Il abrite selon la période de l'année, une diversité et une quantité importante de chauves-souris. La reproduction de certaines espèces comme le minoptère ou le murin de Capaccini y est très importante.
Le site a été proposé éligible comme site d'importance communautaire (SIC) en décembre 1998. Il est également repris sous la fiche Ancien tunnel de Muracciole (FR3800385).

#### Parc naturel régional
Muracciole est une commune adhérente au Parc naturel régional de Corse, dans son « territoire de vie » appelé Centre Corse.

#### ZNIEFF
La commune est concernée par 2 zones naturelles d'intérêt écologique, faunistique et floristique de 2e génération :

##### Forêt de Rospa-Sorba
La zone d'une superficie de 3 068 ha située à l'est de Vivario, couvrent les hauteurs de six communes : Muracciole, Noceta, Pietroso, Rospigliani, Vezzani et Vivario.
Ce vaste massif forestier occupe les versants nord-est et nord-ouest d'une petite chaîne montagneuse se présentant sous l'aspect d'un "V" renversé.
L'essence principale est le pin laricio (u large en langue corse, avec un sous-bois de bruyère arborescente. Est également présent le pin maritime en mélange aux altitudes inférieures et sur les versants les mieux exposés. Le chêne vert couvre des secteurs rocheux. Dans le fond des vallons se développe l'aulne glutineux.

##### Tunnel de Muracciole
La zone d'une superficie de 16 ha d'origine artificielle, est un ancien tunnel ferroviaire creusé entre la route D 343 et la voie de chemin de fer actuelle à 500 m au sud-ouest du village de Muracciole. Il n'a jamais été utilisé. C'est un gîte majeur pour les chiroptères, découvert en 1986 par madame Salotti.

### Personnalités liées à la commune
- Jacques Muracciole, Écrivain, auteur de pièces de théâtre et poète récompensé par l’Académie Française.
- Antoine Muraccioli de Vivario, le chanteur amoureux des îles !
- Bernard Muracciole, de l'Opéra de Paris, metteur en scène et professeur de chant et d'art lyrique.
- Jean Luisi - Il fut avant la Seconde Guerre mondiale le plus jeune élu maire de France, et plus tard, président de l'Automobile club de Corse, organisateur du Tour de Corse automobile.